# Karl-Johan Johnsson
Karl-Johan Johnsson (Ränneslöv, Suecia, 28 de enero de 1990) es un futbolista sueco que juega en la posición de guardameta para el R. C. Estrasburgo de la Ligue 1.

## Trayectoria
Comenzó su carrera jugando por el Halmstads BK, club con el cual descendió en el Allsvenskan 2011, sin embargo, volvió a la Primera División de Suecia al siguiente año, luego de ganar el play off.
Luego se marcha como libre al NEC Nijmegen, compartiendo equipo con su compatriota Admir Bajrovic. Descendió en la Eredivisie 2013-14, perdiendo en el play off contra Sparta de Róterdam.
Luego de descender con el elenco holandés emigra nuevamente, siendo Dinamarca su nuevo destino. Siendo el Randers FC su nuevo club, logró clasificar y jugar la Liga Europa 2015-16.
A mediados del 2016 llegó al EA Guingamp, donde venía realizando grandes actuaciones individuales. Tras el descenso a la Ligue 2, en julio de 2019 fichó por el FC Copenhague hasta 2023.
El 10 de agosto de 2020 tuvo una destacada noche en el partido contra el Manchester United en la Liga Europa al realizar 18 atajadas para mantener a su equipo con vida.

## Clubes
| Club                       | País         | Año       |
| -------------------------- | ------------ | --------- |
| Halmstads BK               | Suecia       | 2008-2012 |
| NEC Nimega                 | Países Bajos | 2013-2014 |
| Randers FC                 | Dinamarca    | 2014-2016 |
| E. A. Guingamp             | Francia      | 2016-2019 |
| F. C. Copenhague           | Dinamarca    | 2019-2023 |
| F. C. Girondins de Burdeos | Francia      | 2023-2024 |
| R. C. Estrasburgo          | Francia      | 2024-     |

## Palmarés

### Títulos nacionales
| Título                 | Club             | País      | Año  |
| ---------------------- | ---------------- | --------- | ---- |
| Superliga de Dinamarca | F. C. Copenhague | Dinamarca | 2022 |
| Copa de Dinamarca      | F. C. Copenhague | Dinamarca | 2023 |
| Superliga de Dinamarca | F. C. Copenhague | Dinamarca | 2023 |